# بازی جمهوری ایرلند و فرانسه
بازی پلی آف جام جهانی فوتبال ۲۰۱۰ میان فرانسه و جمهوری ایرلند در تاریخ‌های ۱۴ و ۱۸ نوامبر ۲۰۰۹ به صورت رفت و برگشت برگزار شد و در پایان، تیم ملی فوتبال فرانسه به جام جهانی فوتبال ۲۰۱۰ راه‌یافت. این بازی به دلیل اشتباه داور (مارتین هانسون) در اعلام نکردن خطای هند تیه‌ری آنری، کاپیتان فرانسه که منجر به گل شد، در رسانه‌های جهان جنجال‌برانگیز شد و آن را ماجرای هند آنری (به انگلیسی: Hand of Henry affair) نامیدند. این حرکت با حرکت دیه‌گو آرماندو مارادونا در بازی نیمه پایانی جام جهانی فوتبال ۱۹۸۶ برابر تیم ملی فوتبال انگلستان موسوم به «دست خدا» مقایسه شد.
بازی رفت دو تیم در دوبلین با برد ۱–۰ فرانسه به پایان رسید. در بازی برگشت که در ورزشگاه استاد دو فرانس در پاریس برگزار شد، ایرلند در زمان معمول بازی ۱–۰ جلو افتاد؛ و نتیجه کلی بازی ۱–۱ شد. طبق قانون گل زده در خانه حریف نیز دو تیم ۱–۱ مساوی بودند و بازی به وقت اضافه کشیده‌شد. در دقیقه ۱۰۳، روی یک حمله از تیم فرانسه، تیه‌ری آنری توپ را با دست زد (خطای هند) و یک گل برای ویلیام گالاس ساخت. با این گل مردود فرانسه به جام جهانی راه‌یافت.

## اظهارات حاضران در بازی

### تیه‌ری آنری
تیه‌ری آنری پس از بازی، انجام خطای هند و برخورد دستش با توپ را تأیید کرد و افزود که قصد فریبکاری و تقلب نداشته‌است. آنری حرکتش را «غریزی» و ناشی از زیادی سرعت اتفاق‌افتادن صحنه دانست. او در این باره گفت: «طبیعتاً من از شیوه پیروزی‌مان شرمنده‌ام و واقعاً برای ایرلندی‌ها متاسفم. آن‌ها واقعاً شایستگی حضور در جام جهانی را داشتند. البته، عادلانه‌ترین راه حل، انجام بازی تکراری است اما این در اختیار من نیست. تنها کاری که می‌توانم بکنم این است که بگویم من توپ را با دست کنترل کردم که منجر به گل تساوی ما شد و من واقعاً برای ایرلندی‌ها متاسفم.»

## اقدامات انجام‌شده

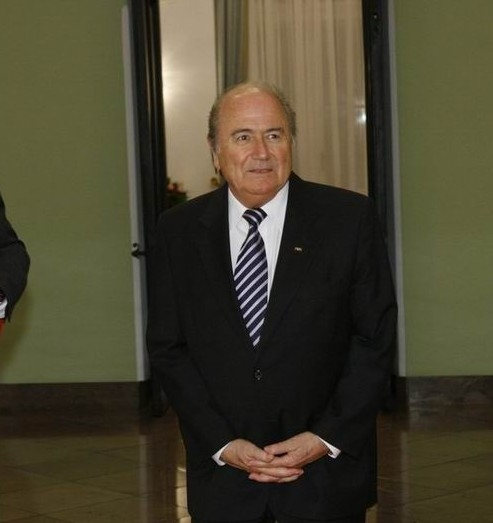
Sepp Blatter in Warsaw, 2007

پس از این بازی فدراسیون فوتبال جمهوری ایرلند رسماً به فیفا و فدراسیون فوتبال فرانسه نامه نوشت و خواهان برگزار بازی دیگری شد. فدراسیون فوتبال فرانسه ضمن اظهار تاسف و همدردی با ایرلند، این درخواست را رد کرد.

## خلاصه بازی‌ها
| جمهوری ایرلند | ۰ – ۱  | فرانسه    |
| ------------- | ------ | --------- |
|               | Report | آنلکا ۷۲' |

| فرانسه     | ۱ – ۱ (وقت اضافه) | جمهوری ایرلند |
| ---------- | ----------------- | ------------- |
| گالاس ۱۰۳' | گزارش             | کین ۳۳'       |